# فرودگاه فسن
فرودگاه فسن (به انگلیسی: Fascene Airport) یک فرودگاه همگانی با کد یاتا NOS است که یک باند فرود آسفالت دارد و طول باند آن ۲۱۹۰ متر است. این فرودگاه در کشور ماداگاسکار قرار دارد و در ارتفاع ۱۱ متری از سطح دریا واقع شده است.

## شرکت‌های هواپیمایی و مقصدهای پروازی
| شرکت‌های هواپیمایی | مقصدهای پروازی                                          |
| ----------------- | ------------------------------------------------------- |
| ایر استرال        | رولاند گرو                                              |
| ایر ماداگاسکار    | ایواتو، آراچارت                                         |
| ایر موریشوس       | سر سیوساگور رامگولام، شارل دوگل پاریس                   |
| ایرلینک           | اولیور تامبو                                            |
| Ewa Air           | دزااودزی پاماندزی                                       |
| مریدیانا          | میلانو مالپنسا                                          |
| Neos              | چارتر فصلی: میلانو مالپنسا، لئوناردو دا وینچی-فیومیچینو |